# 실라 테리

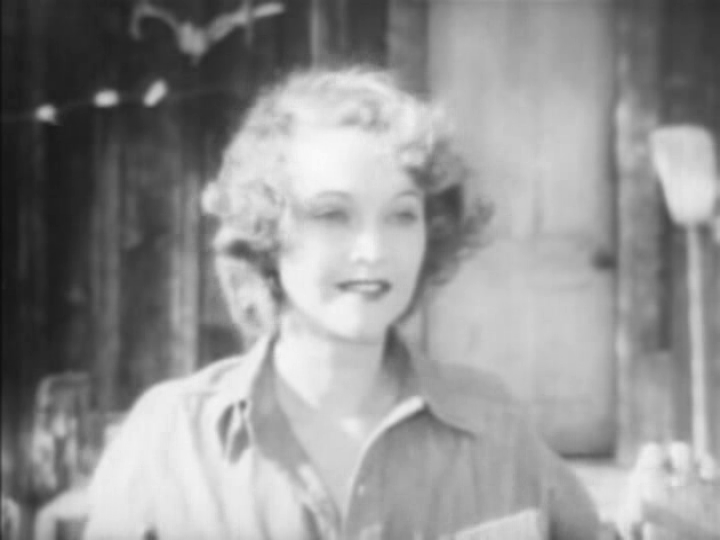

실라 테리(영어: Sheila Terry, 1910년 3월 5일 ~ 1957년 1월 19일)는 미국의 배우이다. 미네소타주 워로드 출신으로, 본명은 케이 클라크(Kay Clark)이다. 30년대에 주로 활동했고, 1957년 뉴욕에서 자살로 생을 마감했다.

## 영화
- 지옥의 시장 (1933년)
- 쓰리 온 어 매치 (1932년)
- 빅 시티 블루스 (1932년) - 로나 세인트 클레어 역
- 나는 탈옥수 (1932년)